# Jefferson City
Jefferson City – miasto w Stanach Zjednoczonych, stolica stanu Missouri. W 2019 roku liczyło 42,7 tys. mieszkańców i było 15. co do wielkości miastem tego stanu.
Jefferson City znajduje się na północnym skraju płaskowyżu Ozark, na południowym brzegu rzeki Missouri, w pobliżu geograficznego centrum stanu. Znajduje się w regionach Mid-Missouri oraz Missouri Rhineland; ten drugi jest jednym z głównych ośrodków produkcji wina w regionie Midwest. Znajduje się tutaj kapitol stanowy, którego kopuła jest jednym z dominujących elementów panoramy miasta.

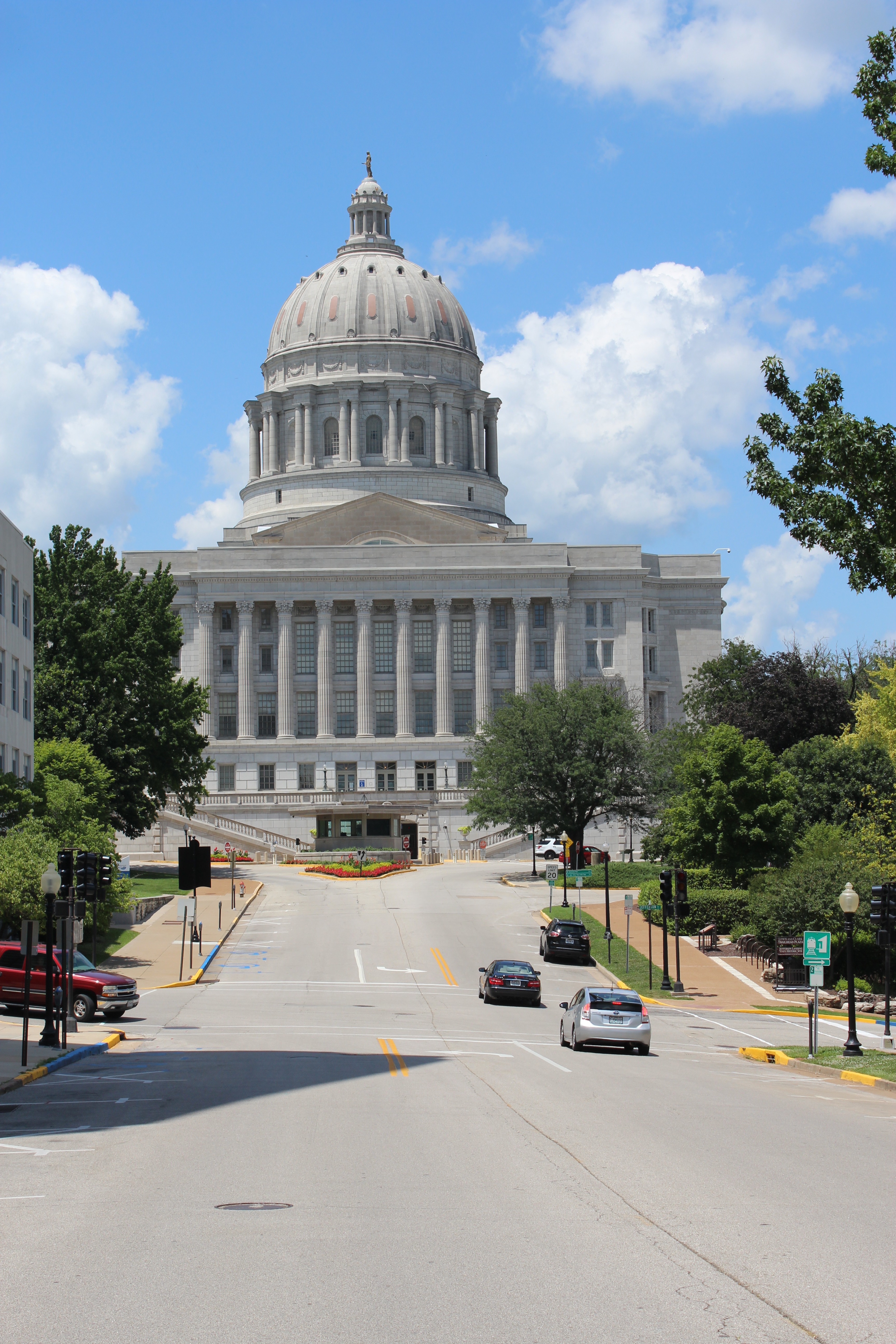
Kapitol stanu Missouri

W mieście rozwinął się przemysł skórzano-obuwniczy, spożywczy oraz poligraficzny.

## Historia

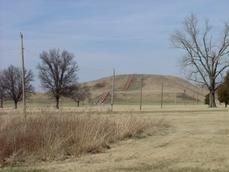
Kopiec w Cahokii

Przed przybyciem białych osadników okolice Jefferson City były miejscem starożytnej cywilizacji znanej jako Budowniczy Kopców (ang. Mound builder people). W rzeczywistości największe prehistoryczne miasto Ameryki znajdowało się zaledwie 160 kilometrów dalej, w miejscu którego jest teraz Cahokia. Dlaczego ta cywilizacja zniknęła, pozostaje tajemnicą.
W czasie kiedy Europejczycy przybyli w te okolice w XVII wieku, w regionie tym zamieszkiwali Osedżowie. W 1673 roku dotarli tu francuscy odkrywcy Louis Joliet i Jacques Marquette. W następstwie wyprawy La Salle’a w dół rzeki Missisipi, w 1682 roku obszar włączony został do francuskiej Luizjany. W 1715 roku Antoine de la Mothe Cadillac otworzył w pobliżu kopalnię ołowiu, gdzie do 1744 roku biali używali niewolników do pracy. W połowie 1700 roku osadnictwo rozpoczęto w Ste. Genevieve oraz St. Louis. Wkrótce wiele nowych osadników zaczęło przybywać z Kentucky i Tennessee rzeką Ohio i jej dopływami.
W 1780 roku Hiszpanie zbudowali drogę na północ z New Madrid do St. Louis. Współcześnie jej trasą podąża US Route 51.
Wybrane na stolicę stanu w 1821 roku, pierwsze posiedzenie parlamentu stanowego miało miejsce w 1826 roku. Nową stolicę nazwano na cześć Thomasa Jeffersona, trzeciego prezydenta Stanów Zjednoczonych. Prawa miejskie uzyskała w 1839 roku.

## Ludność
Według danych z 2019 roku 75,6% mieszkańców identyfikowało się jako biali (72,5% nie licząc Latynosów), 18,8% jako czarni lub Afroamerykanie, 2,5% było rasy mieszanej, 2,5% miało pochodzenie azjatyckie i 0,27% to byli rdzenni Amerykanie. Latynosi stanowili 3,7% ludności miasta.
Do największych grup należały osoby pochodzenia niemieckiego (28,4%), irlandzkiego (10,1%), angielskiego (9,0%), „amerykańskiego” (7,7%), szkockiego lub szkocko–irlandzkiego (3,1%) i meksykańskiego (3,1%). Polacy stanowili 1,1% populacji miasta.

## Religia

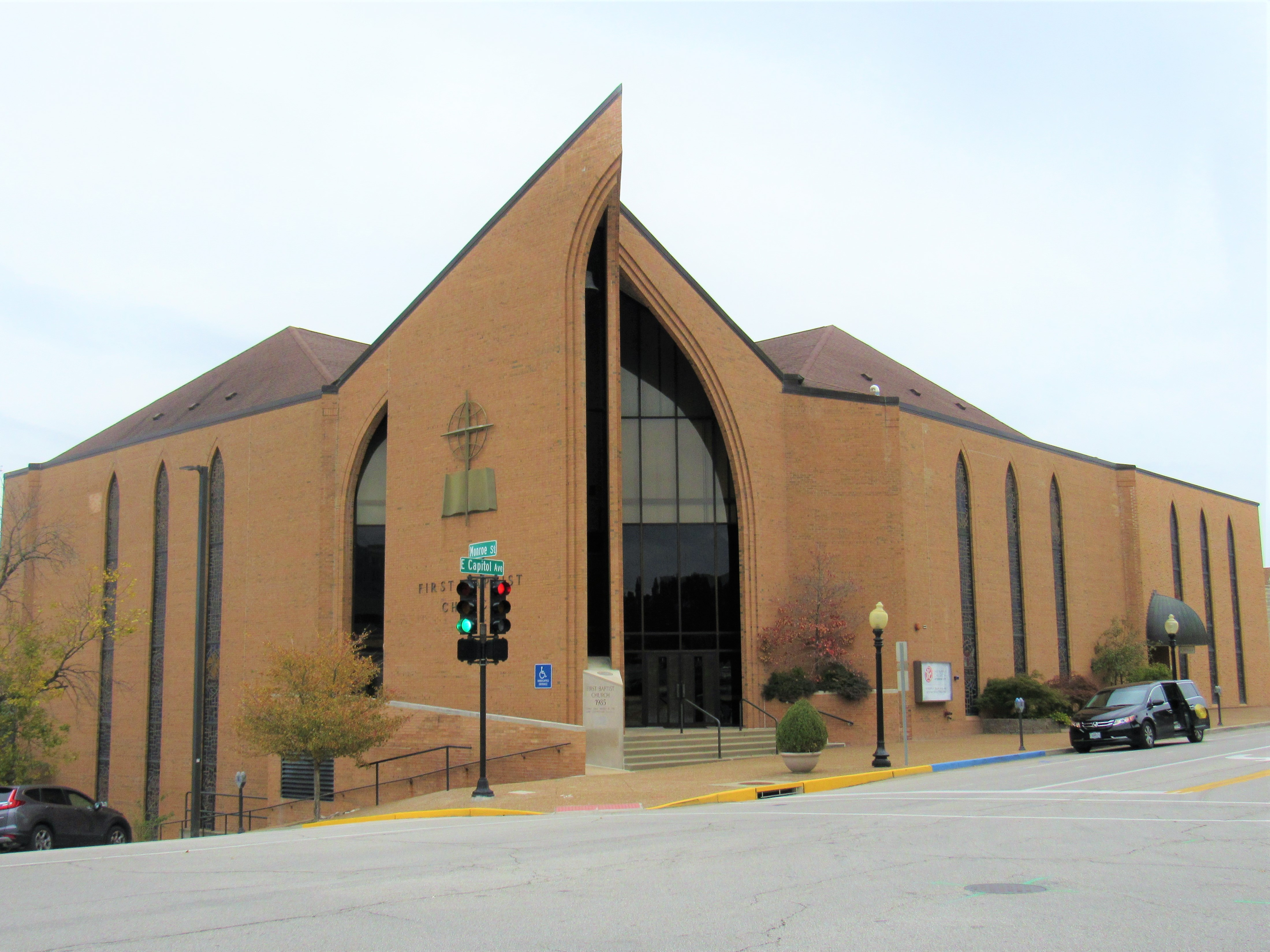
Pierwszy Kościół Baptystów.

W 2010 roku największymi grupami religijnymi w aglomeracji Jefferson City były:
- Kościół katolicki – 31 336 członków w 26 kościołach
- Południowa Konwencja Baptystów – 23 803 członków w 64 zborach
- Kościoły Chrystusowe – 5364 członków w 29 zborach
- Kościół Luterański Synodu Missouri – 5235 członków w 11 kościołach
- Kościoły zielonoświątkowe (głównie Zielonoświątkowy Kościół Boży) – ok. 5 tys. członków w 18 zborach

## Miasta partnerskie
- Niemcy: Münchberg

## Ludzie związani z Jefferson City
- OG Anunoby (ur. 1997) − koszykarz
- Christian Cantwell (ur. 1980) − lekkoatleta specjalizujący się w pchnięciu kulą
- Cedric the Entertainer (ur. 1964) − aktor i komik
- Jerry Greer (ur. 12 września 197?) − kulturysta
- Jack Kilby (1923−2005) − inżynier, wynalazca układu scalonego
- Charlie Weber (ur. 1978) − aktor i model